# Hybride zwavelcyclus
De hybride zwavelcyclus is een elektrochemisch tweestapsproces op basis van zwavelzuur voor de productie van waterstof. Het voordeel van de zwavelgebaseerde cyclus voor waterstofproductie is de scheiding van H2 en O2 in twee stappen, die gasscheiding bij hoge temperatuur overbodig maakt.
Het proces werd oorspronkelijk voorgesteld en ontwikkeld in de jaren 70 van de 20e eeuw door Westinghouse Electric Corp. en daarom staat het ook bekend als de Westinghousecyclus.

## Proces
Het tweestapsproces voor de ontleding van water maakt gebruik van de redoxreactie:
- Thermolyse van zwavelzuur:

{\displaystyle {\ce {2H2SO4 -> 2H2O + 2SO2 + O2}}}
- Hydrolyse van het ontstane zwaveldioxide:

{\displaystyle {\ce {SO2 + 2H2O -> H2SO4 + H2}}}
Voor de eerste stap is een temperatuur van meer dan 800°C nodig. De tweede stap verloopt bij 80 tot 120°C.
Het ontstaan van zwaveldioxide brengt het grote voordeel met zich mee dat het dienstdoet als depolarisator van de anode. Dit resulteert in een significante daling van de standaard-elektrodepotentiaal (en dus van de benodigde elektrische energie). Voor de tweede reactie bedraagt de standaard-elektrodepotentiaal (bij 25°C) -0,158 V, terwijl dat voor de gewone elektrolyse van water -1,229 V is.